# إقليد
إقليد هي مدينة إيرانية في محافظة فارس وهي مركز مقاطعة إقليد. عدد سكانها حوالي 42,945 نسمة. وتقع المدينة على سفح أحد جبال زاغروس ولذا فإن جو إقليد بارد وجاف.